# 台湾鉄路管理局DR2100型気動車
DR2100型気動車（ディーアール2100がたきどうしゃ）は、かつて台湾鉄路管理局（台鉄）で運用されていた気動車である。準同型のDR2200型気動車についても本項目で述べる。

## 概要

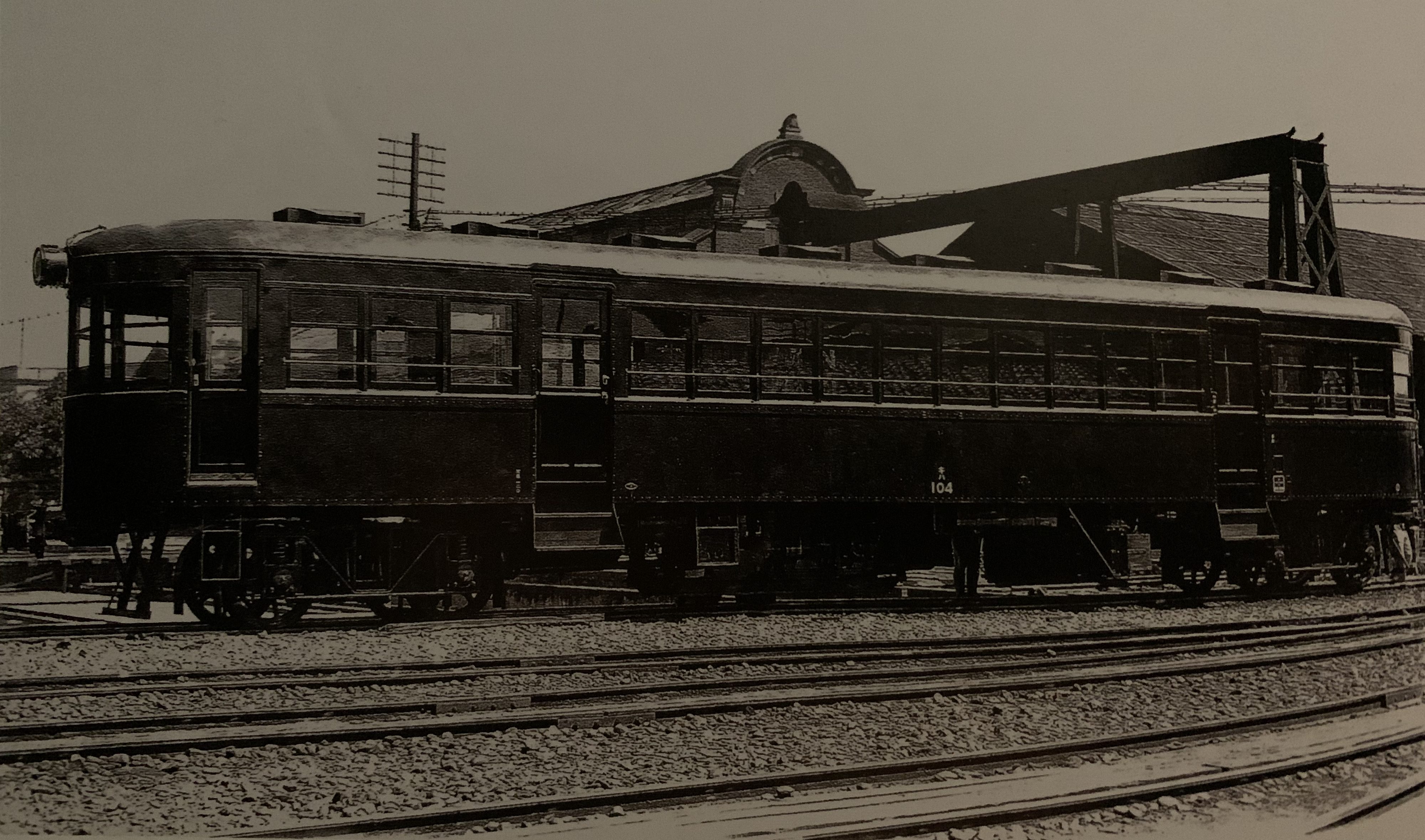
台湾総督府鉄道キハ100形気動車

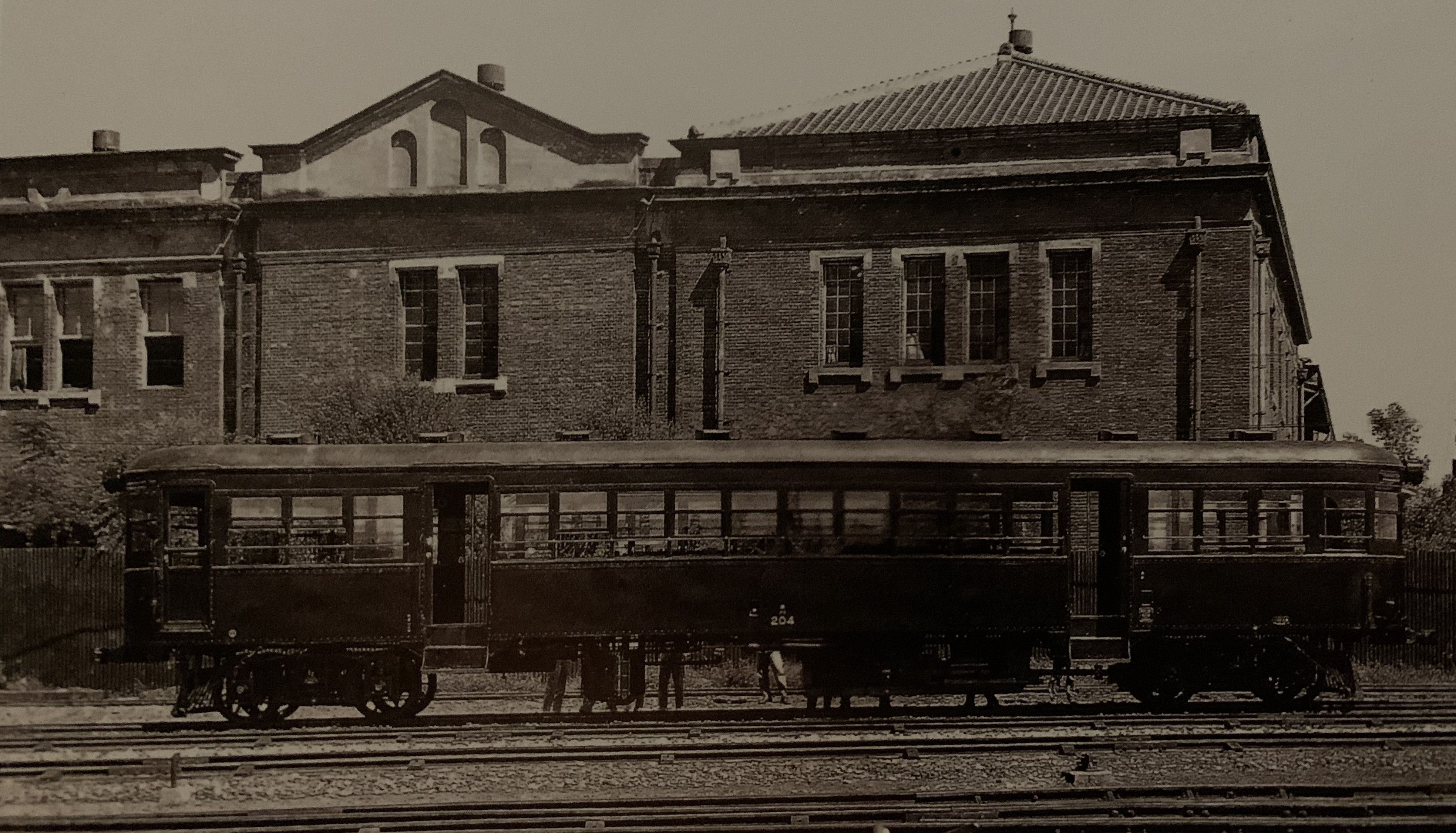
台湾総督府鉄道キハ200形気動車

この車両の前身は、台湾総督府鉄道が1931年（昭和6年）に日本車輌製造より購入したキハ100形気動車である。同時期に日本各地の鉄道に納入された、いわゆる“日車型ガソリンカー”の流れを組む機械式ガソリン動車であるが、全長は17m、客用扉は2箇所で、これに荷物室用扉を1つ持っていた。前面は、日車形特有の流線型ではなく、同時期に製造された国鉄キハ42000形気動車とよく似た半円形であるが、キハ42000形が半室運転台で6枚窓であるのに対し、キハ100形は中央運転台で、5枚窓であった。
一方、川崎車輛で製造されたのがキハ200形気動車である。車体形状はキハ100形と同様であり、製造所の違いで形式を分けた形となっている。なお、キハ202については、1933年に火災事故で焼失したが、翌年車体を新造して復旧した。
1934年には両形式ともに増備され、キハ100形は5両、キハ200形が4両となった。1937年には、キハ100形がホキハ2100形、キハ200形がホキハ2200形に改称された。なお、1941年には1両がディーゼルエンジンに換装されたが、第二次世界大戦中にホキハ100形1両、ホキハ200形2両が廃車されている。
戦後、残る6両が接収され、それぞれ25GA2100型、25GA2200型ガソリンカー（中国語：汽油客車）と改番されたが、台湾南部を中心に引き続き運用され、その車両サイズから中型汽油客車と呼ばれていた。しかしエンジンを中心として老朽化が進んだため、1956年にはアメリカの援助で発動機を日本製のDMH17ディーゼルエンジン（160HP）に、変速機も液体式変速機に換装し、総括制御が可能になった。また1957年には、形式が25DR2100型、25DR2200型ディーゼルカー（中国語：柴油客車）と改番されている。
1960年に車体更新が行われ、前面が半円形から切妻形に改装され、貫通路が設置され、台車もコイルバネ式に変更したが、それ以外はこの時点ではまだ原型を留めていた。しかし1969年 - 1970年に再び車体更新が行われ、DR2300型、DR2400型とともに、DR2500型に類似した車体長19mの車体を新製の上乗せ換えて、発動機もカミンズNHHB-600ディーゼルエンジン（200HP）に換装、その後、35DR2100型、35DR2200型ディーゼルカーと改番され、事実上DR2300型、DR2400型の同型車両になった。
1984年には再び車体更新が行われ、窓をバス窓から1段上昇式に変更された上で、引き続き支線区の中心車両として使用されていた。しかしながら、冷房装置がないことから、支線区のサービス向上のために、同じく日本製のDR1000型に置き換えられ、1999年までに全車廃車された。

## 現存車輌
- DR2102、DR2203：廃車後、花蓮機務段台東機務分段（中国語版）に留置保管されていた。2018年6月、文化資産としての修復、展示のため台北機廠に搬入された[2]。